# British Rail Class 360
British Rail Class 360 (Siemens Desiro Class 360) — тип електропоїздів класу Desiro UK, серії Siemens Desiro, що вироблялися компанією Siemens Mobility в 2002 — 2005 рр та планувався до експлуатації на території Великої Британії.

## Види електропоїздів

### Desiro 360/1
Для заміни застарілого рухомого складу компанії ONE Great Eastern в 2002 році було замовлено 21 потяг нового типу, кожен поїзд складався з 4 вагонів. 
Покупка була зроблена через лізингову компанію «Angel Trains Ltd». 
У потязі передбачається двокласне компонування з 16 місцями першого класу та 264 місцями другого класу. 
Є 1 санвузол на потяг. 
В експлуатації поїзди перебувають з 2003 року. 
Електропотяги розраховані на максимальну швидкість 160 км/год. 

В 2020-2021 роках поїзди були передані іншому експлуатанту: East Midlands Railway, при цьому поїзди пройшли сертифікацію на використання при швидкостях до 180 км/год.

### Desiro 360/2
В 2004 році почалося виробництво модифікованого електропотяга для компанії Heathrow Airport Limited, з метою використання як аероекспрес, що сполучає аеропорт Хітроу з Лондоном. 
Потяги були виготовлені на заводі компанії в Юрдінгені (Німеччина). 
Початкове замовлення складалося з чотирьох чотиривагонних поїздів. 
В 2007 році вони були модифіковані у п'ятивагонні, також було вироблено додатковий склад. 
Для відповідності умовам експлуатації в поїздах збільшено багажну зону, передбачено систему аудіовізуального інформування. 
Потяги використовуються з 2005 року. 

В 2010 році потяги нагородили "Срібним гайковим ключем" профільного журналу "Modern Railways" у своїй категорії. 

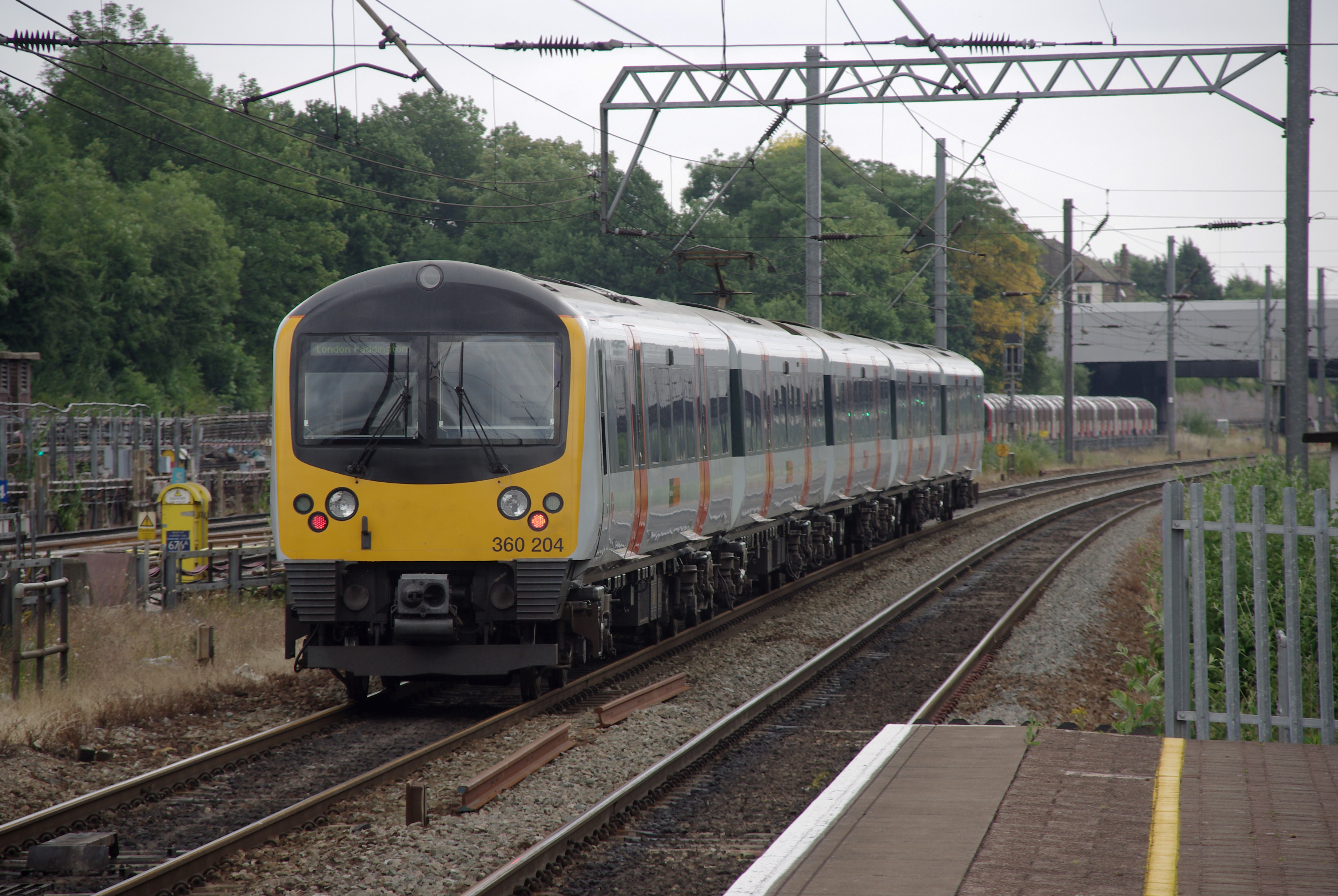

Нумерація складів: 360201-360204 — спочатку чотиривагонні, 360205 — спочатку п'ятивагонний.

## Airport Rail Link
На замовлення залізниць Таїланду було вироблено в 2007 році два підвиди потягів, що взяли за основу вид Desiro 360/2, що відрізняються внутрішнім виконанням, потужнішою системою кондиціонування та лівреєю. 
Передбачалося використання поїздів на одній лінії у різних режимах. 

Потяги експлуатуються з 2009 року.

### Express
Усього вироблено 4 потяги, кожен складається з 4 вагонів. Планувалося, що поїзд працюватиме у режимі аероекспресу. 
Для цього він був обладнаний 164 сидячими місцями і 6 сидіннями, що відкидаються, одним місцем для маломобільних пасажирів і одним санвузлом. 

Нумерація вагонів: 1012-1014-1013-1011, 1022-1024-1023-1021, 1032-1034-1033-1031, 1042-1044-1043-1041.

### City Line
Було виготовлено 5 потягів по 3 вагони. 
У складі передбачено 150 сидячих місць на лавках уздовж стін вагона, додатково потяг може вмістити 595 пасажирів стоячи. 